# 熊飞 (清朝)
熊飛（？—？），江蘇江寧人，清朝官員。
熊飛本為監生，加捐縣丞。曾任同安知縣。道光六年（1826年）接替李慎彝擔任台灣府台灣縣知縣。道光十四年（1834年）任嘉義縣知縣。